# Addison (Alabama)
|  | Dieser Artikel wurde aufgrund von inhaltlichen Mängeln auf der Qualitätssicherungsseite des Projektes USA eingetragen. Hilf mit, die Qualität dieses Artikels auf ein akzeptables Niveau zu bringen, und beteilige dich an der Diskussion! Eine nähere Beschreibung der zu behebenden Mängel fehlt. |

Addison ist ein Ort im Winston County im US-Bundesstaat Alabama, in den Vereinigten Staaten.

## Geographie
Addison liegt im Norden Alabamas im Süden der Vereinigten Staaten. Das grenzt unmittelbar an den etwa 733 Quadratkilometer großen William B. Bankhead National Forest an.

## Demographie
Nach der Volkszählung 2020 hatte Addison 659 Einwohner.

## Persönlichkeiten
- Pat Buttram (1915–1994), Schauspieler und Sprecher